# Любомиров, Пётр Петрович
Пётр Петрович Любомиров (13 января 1924, п. Ривицкий Завод, Тверская губерния — 23 марта 1999, Ижевск) — русский и советский поэт, прозаик, очеркист и редактор, журналист. Заслуженный работник культуры РСФСР (1967), заслуженный журналист Удмуртии (1994), лауреат Государственной премии Удмуртии. Член Союза писателей России (1992) и Союза журналистов России.

## Биография
Участник Великой Отечественной войны. Воевал на Западном и Белорусском фронтах, участвовал в боях на Курской дуге.
В 1952 году окончил исторический факультет Удмуртского государственного педагогического института в Ижевске. В 1950-е гг. работал заведующим отделом пропаганды и агитации Ижевского горкома КПСС, в 1959—1968 и 1975—1984 — заместителем редактора газеты «Удмуртская правда».
В 1968—1975 гг. — член Правительства Удмуртской АССР и Председатель Удмуртского комитета по телевидению и радиовещанию.

## Творчество
Автор стихов, очерков, рассказов и повестей, во многом автобиографических, опубликованных в республиканских и центральных издательствах. Публиковался в журналах «Юность», «Урал», «Дальний Восток», «Нева» и др.
Основная тема произведений — подвиг советского народа во время Великой Отечественной войны.

## Избранные произведения
- «Записки пулеметчика» (М., 1974)
- «Те годы шумят»(автобиографическая повесть, 1977)
- «Моя партийная работа» (сборник статей, 1977)
- «Хорошо служить в пехоте» (рассказы, 1979)
- «Дороги фронтовые» (очерки, 1970)
- «Кодовое название „Тихий“» (повесть, 1984)
- «Почему я пишу о войне». (М., 1989)
- «Я еле полз речной осокой…» (стихи, 1995)
- «9 Мая» (стихи, 2004)
- «Баллада о дивизионном знамени» (стихи, 2006)